# Огоуе
Огоуѐ (или Огуе, понякога и Огове, на френски: Ogooué или Ogowe) е река Екваториална Африка, в Република Конго и Габон, вливаща се в Атлантическия океан. Дължината ѝ е 893 km, а площта на водосборния басейн – 223 856 km². Река Огоуе води началото си от южните, най-високи части на Южногвинейските възвишения, на 677 m н.в., в Република Конго, като след около 150 km навлиза на територията на Габон. В горното и средното си течение тече на северозапад в широка и плитка долина през Южногвинейските възвишения, образувайки множество бързеи и прагове. След устието на десния си приток Ивиндо завива на запад, навлиза в приморската низина и до устието си тече през нея с бавно и спокойно течение в много широка и силно заблатена долина. Влива се чрез делта в Атлантическия океан, като един от главните ѝ ръкави се влива южно, а друг – северно от нос Лопес, ограничаващ от юг Гвинейския залив. Основни притоци: леви – Лебомби, Лею, Лоло, Офуе, Нгуние; десни – Мпаса, Лекони, Себе, Ласио, Дило, Ивиндо, Окано, Абанга. Пълноводна е целогодишно със среден годишен отток 4320 m³/s, с минимум 1600 m³/s (от юли до септември) и максимум 9400 m³/s (през ноември и декември). Река Огоуе е основен търговски път в Габон и е плавателна за плитко газещи речни съдове в долното си течение до град Нджоле, от където нагоре започват нейните прагове. По поречието ѝ са разположени градовете Лоанда, Ламбарене, Нджоле, Боуе, Канкан, Ндоро, Ластурсвил], Моанда и Франсвил, близо до границата с Република Конго.